# Steatomys caurinus
Steatomys caurinus е вид гризач от семейство Мишкови (Muridae). Видът не е застрашен от изчезване.

## Разпространение
Разпространен е в Бенин, Буркина Фасо, Гана, Кот д'Ивоар, Мали, Нигер, Нигерия, Сенегал и Того.

## Описание
Популацията на вида е стабилна.